# Erich Pommer
Erich Pommer, född 20 juli 1889 i Hildesheim, Tyskland, död 8 maj 1966 i Los Angeles, USA, var en filmproducent.

## Biografi
Pommer arbetade på Ufa (han var dess produktionschef 1924-1926) och hade stort inflytande på den tyska filmen under dess storhetstid på 1920-talet. Han producerade ett par filmer i Hollywood 1927 men återvände sedan till Tyskland. Under 1930-talet lämnade han dock landet och arbetade i England och därefter åter i Hollywood, där han arbetade för RKO.
Efter andra världskriget återvände han till Tyskland, men återvände sedan än en gång till USA där han avled 1966.
Pommer var en förgrundsfigur inom tysk stumfilm och bidrog på ett avgörande sätt till expressionismens och realismens blomstring genom sitt samarbete med bland annat Fritz Lang och E. A. Dupont.

## Produktion i urval
- 1955 - Barn, mödrar och en general
- 1940 - Din nästas hustru
- 1939 – Värdshuset Jamaica
- 1940 - Det går som en dans
- 1930 - Den blå ängeln
- 1927 – Metropolis
- 1925 -  Herr Collins affärer i London
- 1924 - Storhertigens finanser
- 1920 – Dr. Caligaris kabinett